# Вікторія Руффо
Вікторія Руффо (ісп. Victoria Ruffo; нар. 31 травня 1962, Мехіко) — мексиканська акторка театру, кіно та телебачення, ведуча.

## Особисте життя
1992 року Руффо одружилася з актором Еухеніо Дербесом. 14 квітня 1992 року народилп сина Хосе Едуардо Дербеса, який також став актором. Розлучилися 1997 року. 2001 року її другим чоловіком став політик Омар Фаяд. 11 серпня 2004 року народила близнюків — сина Ануара і дочку Вікторію.

## Вибрана фільмографія
| Рік       |   | Українська назва                 | Оригінальна назва            | Роль                                |
| --------- | - | -------------------------------- | ---------------------------- | ----------------------------------- |
| 1979      | ф | Дискотека кохання                | Discoteca es amor            | Жаклін                              |
| 1979      | ф | Тихий янгол                      | Ángel del silencio           | Фабіана                             |
| 1980      | ф | Вуличний собака                  | Perro collejero              | Гвадалупе                           |
| 1982      | ф | Безстрашна людина                | El hombre sin miedo          | Лаура Апарісіо                      |
| 1983—1984 | с | Хижачка                          | La fiera                     | Наталія Рамірес                     |
| 1985      | с | Хуана Ірис                       | Juana Iris                   | Хуана Ірис                          |
| 1986      | ф | Жорстока людина                  | El hombre violento           | Сусана                              |
| 1987      | ф | Я екзекутор                      | Yo el ejecutor               | Глорія                              |
| 1987—1988 | с | Вікторія                         | Victoria                     | Вікторія Мартінес                   |
| 1989—1990 | с | Просто Марія                     | Simplemente María            | Марія Лопес                         |
| 1993      | с | Примха                           | Capricho                     | Крістіна Аранда Монтаньйо           |
| 1995      | с | Бідна багата дівчинка            | Pobre niña rica              | Консуело Вільягран Гарсія-Мора      |
| 1998      | с | Живу заради Елени                | Vivo por Elena               | Елена Карвахаль                     |
| 1999—2001 | с | Жінка, випадки з реального життя | Mujer, casos de la vida real | різні персонажки                    |
| 2000—2001 | с | Обійми мене міцніше              | Abrázame muy fuerte          | Крістіна Альварес Рівас де Ріверо   |
| 2005      | с | Мачуха                           | La madrastra                 | Марія Фернандес Акунья де Сан-Роман |
| 2007—2008 | с | Вікторія                         | Victoria                     | Вікторія Сантіестебан де Мендоса    |
| 2008—2009 | с | В ім'я кохання                   | En nombre del amor           | Макарена Еспіноса де лос Монтерос   |
| 2009      | с | Роза Гвадалупе                   | La rosa de Guadalupe         | Кароліна Ернандес                   |
| 2010—2011 | с | Тріумф любові                    | Triunfo del amor             | Вікторія Гутьєрес де Сандоваль      |
| 2013—2013 | с | Корона сліз                      | Corona de lágrimas           | Рефухіо Чаверо Ернандес             |
| 2014      | с | Нелюба                           | La malquerida                | Крістіна                            |
| 2016      | с | Амазонки                         | Las amazonas                 | Інес Уерта                          |
| 2019      | с | Побачення наосліп                | Cita a ciegas                | Маура Фуентес де Салазар            |

## Нагороди та номінації
TVyNovelas Awards
- 1984 — Найкраща роль у виконанні молодої акторки (Хижачка).
- 1988 — Номінація на найкращу акторку (Вікторія).
- 1990 — Номінація на найкращу акторку (Просто Марія).
- 1994 — Номінація на найкращу акторку (Примха).
- 1999 — Номінація на найкращу акторку (Живу заради Елени).
- 2006 — Номінація на найкращу акторку (Мачуха).
- 2013 — Найкраща акторка (Корона сліз).
- 2020 — Номінація на найкращу роль у виконанні заслуженої акторки (Побачення наосліп).

Bravo Awards
- 2006 — Найкраща роль у виконанні заслуженої акторки (Мачуха).
- 2013 — Найкраща роль у виконанні заслуженої акторки (Корона сліз).

TV Adicto Golden Awards
- 2019 — Найкраща роль у виконанні заслуженої акторки (Побачення наосліп).